# Dylan Moran
Dylan Moran (* 3. listopadu 1971, Navan, County Meath, Irsko) je irský komik, herec a scenárista, držitel cen BAFTA a Perrier Award.
České publikum si ho oblíbilo jako Bernarda Blacka ze seriálu Black Books, na kterém se podílel také jako scenárista. Moran pravidelně vystupuje na národních a mezinárodních festivalech komedie včetně Edinburgh Fringe Festival, Just for Laughs Montreal Comedy Festival, The Melbourne International Comedy Festival a The Kilkenny
Comedy Festival.

## Biografie

### Mládí a vzdělání
Narodil se v městečku Navan, County Meath v Irsku. Chodil na klasickou školu sv. Patrika (společně s Tommym Tiernanem) a opustil ji v 16 letech bez jakékoli kvalifikace. Čtyři roky bez práce strávil zřejmě „pitím a psaním špatné poezie“. Týden pracoval jako květinář, ale tuto práci nenáviděl.

### Kariéra
Bavičství se začal věnovat ve věku 20 let, když viděl Ardala O'Hanlona a další komiky účinkující v dublinském Commedy Cellar, malém šedesátisedadlovém klubu bez mikrofonu. V roce 1992 zde začal a publikum jej přijalo dobře. V rozmezí let 1995 až 1996 psal každý týden sloupek do novin The Irish Times.
Jeho talent byl oceněn v roce 1993, kdy získal cenu So You Think You're Funny na festivalu v Edinburghu. Ve věku 24 let se stal nejmladším člověkem, který vyhrál cenu Perrier Comedy Award na Edinburském festivalu. V roce 1997 uspořádal své první turné po Británii s názvem Gurgling For Money (doslovně přeloženo Mumlání pro peníze). Účinkoval na mnoha dalších festivalech včetně Hay Festival, Montreal Comedy Festival, Vancouver Comedy Festival a Edinburg Festival.
V roce 1998 vyhrál casting na svoji první hlavní roli Iana Lyonse v sitcomu How Do You Want Me? televizní stanice BBC 2, kde hrál spolu s herečkou Charlotte Colemanovou. V roce 1999 se objevil v malé roli ve filmu Notting Hill jako zloděj Rufus.
V roce 2000 se na televizní stanici Channel 4 poprvé vysílal sitcom Black Books. Tento seriál o mrzutém, nespolečenském a věčně opilém majiteli knihkupectví Bernardu Blackovi byl jeho původním nápadem a realizoval jej za spolupráce scenáristy a kolegy, Ira Grahama Linehana. Druhá a třetí řada (vysílány v letech 2002 a 2004) byly přijaty kritikou i fanoušky s velkým nadšením. V témže roce se objevil ve své první hlavní filmové roli Davida v komedii Soumrak mrtvých (Shaun of the Dead).
V roce 2004 se znovu ukázal v nové show Monster I. a Monster II., které předvedl v New Yorku a Miláně a se kterou absolvoval turné po Británii završené týdenním účinkováním v londýnském Palace Theatre, předtím dvě show v dublinském Vicar Street a nakonec vystoupení na Hay Festival. Turné bylo v novinách The Times popsáno jako „mistrovská třída komického charisma: přebíhání od tématu k tématu ve zdánlivě spontánním stylu ale vlastně pevně organizovaném“. Veřejné hlasování uspořádané stanicí Channel 4 mu vyneslo titul 17. největšího vystupujícího komika.
Live DVD Monster II. Tour, natočené 28. května 2004 v dublinském Vicar Street, bylo vydáno týž rok jako jeho první vystoupení na DVD. Po úspěšné cestě do New Yorku v roce 2004 jako součást skupiny British Comedy Invasion (včetně účinkování nejlepších britských komiků, jako jsou Eddie Izzard, Bill Bailey a irský komik Tommy Tiernan) se vrátil do New Yorku kvůli měsíčnímu účinkování v The Village Theatre. Začátkem listopadu pak vystupoval dva týdny ve Wyndhamově divadle v londýnském West Endu.
Své třetí velké turné s názvem Like, Totally zahájil v budově Buxtonské opery 3. května 2005 a stejně jako všechna jeho dřívější turné bylo doprovázeno projekcí Moranových kreseb. DVD s tímto turné bylo vydáno v prosinci 2005.
Během turné po Austrálii v dubnu a květnu 2006 nedocenila sponzorská firma jeho působení. Plánované turné v Sydney zahrnovalo čtyři show ve středně velkých místech, ale lístky byly rychle vyprodány a sponzor byl nucen přidat další vystoupení. To vyvrcholilo asi deseti vystoupeními navíc, triumfálně zakončenými pěti vyprodanými představeními ve Státním divadle s 2000 sedadly. Neočekávané vypětí dolehlo na jeho hlas a poslední představení opouštěl již úplně ochraptělý.
V poslední době si zahrál postavu jménem Gordon v komedii Run, Fat Boy, Run, která měla premiéru v září 2007.

### Osobní život
Se svou ženou Elaine uzavřel sňatek 4. září 1997 v Londýně. Mají dvě děti, Siobhan a Simon, které často zmiňuje ve svých vystoupeních. V současné době bydlí rodina v Edinburghu.

## Účinkování

### Film a televize
- 1998 How Do You Want Me? (televizní seriál) – Ian Lyons
- 1999 Notting Hill – Rufus
- 2000 Black Books (televizní seriál) – Bernard Black
- 2003 Herci (The Actors)
- 2004 Soumrak mrtvých (Shaun of the Death) – David
- 2006 The Secret Policeman's Ball (televizní film)
- 2006 Tell it to the Fishes – Finn
- 2006 Tristram Shandy: Ptákovina a bejkárna (A Cock And Bull Story; komedie) – Dr. Slop
- 2007 Run, Fat Boy, Run (komedie) – Gordon

### Ostatní
- 1997 Just For Laughs – Montreal Comedy Festival (live)
- 2000 Ready, Steady… Cough (live/tour)
- 2002 Monster (live/tour)
- 2004 Monster 2 (live/tour)
- 2006 Melbourne International Comedy Festival (live)
- 2006 Like, Totally (live/tour)
- 2008-2009 What It Is (live/tour)
- 2011 Yeah, Yeah - Live in London (live/tour)